# Station Rion-des-Landes
Station Rion-des-Landes is een voormalig, niet meer voor railvervoer van personen gebruikt, spoorwegstation in de Franse gemeente Rion-des-Landes.